# Велика Јазбина
Велика Јазбина је насељено место у саставу града Самобора у Загребачкој жупанији, Хрватска. До територијалне реорганизације у Хрватској налазила се у саставу старе загребачке приградске општине Самобор.

## Становништво
На попису становништва 2011. године, Велика Јазбина је имала 258 становника.

## Попис1991.
На попису становништва 1991. године, насељено место Велика Јазбина је имало 219 становника, следећег националног састава:
| Попис 1991.‍  | Попис 1991.‍  | Попис 1991.‍ | Попис 1991.‍ | Попис 1991.‍ |
| ------------ | ------------ | ----------- | ----------- | ----------- |
|              |              |             |             |             |
| Хрвати       | Хрвати       |             | 209         | 95,43%      |
| Муслимани    | Муслимани    |             | 1           | 0,45%       |
| Словенци     | Словенци     |             | 1           | 0,45%       |
| Чеси         | Чеси         |             | 1           | 0,45%       |
| неопредељени | неопредељени |             | 1           | 0,45%       |
| непознато    | непознато    |             | 6           | 2,73%       |
| укупно: 219  |              |             |             |             |